# Leyland Swift

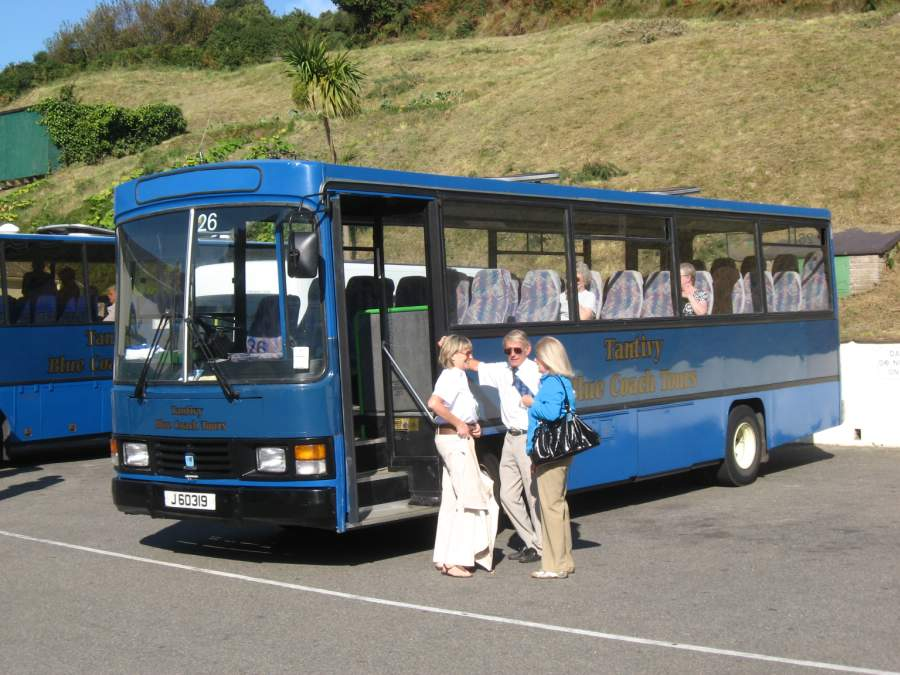
Leyland Swift mit Reisebus-Aufbau

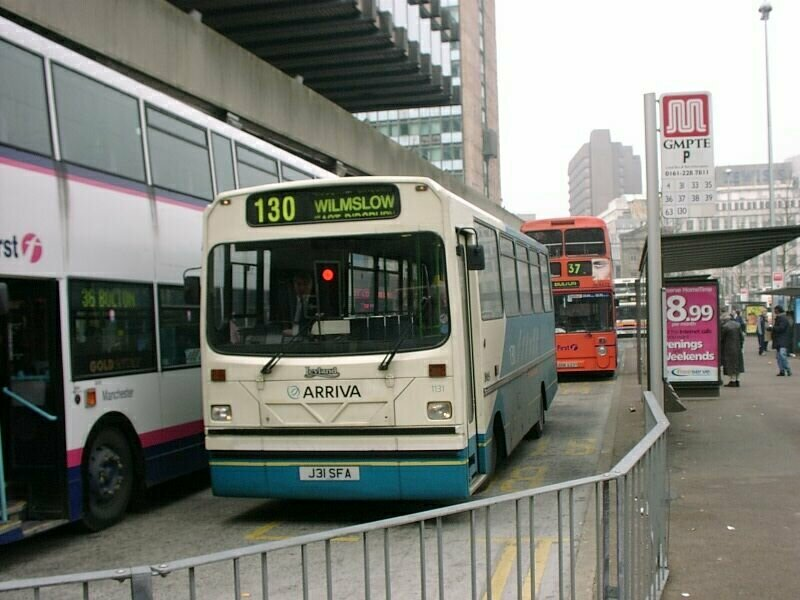
Leyland Swift als Linienbus mit 39 Sitzplätzen, Aufbau von Wright, Baujahr 1991

Der Leyland Swift ist ein Omnibusfahrgestell für Midibusse des britischen Nutzfahrzeugherstellers Leyland Motors. Der Typ wurde von 1987 bis 1992 gebaut.
Die Konstruktion des Chassis beruht auf dem leichten Lkw Leyland Roadrunner. Im Gegensatz zum Lkw wurde beim Swift jedoch der Motor hinter der Vorderachse angeordnet, um den Einstieg im vorderen Überhang platzieren zu können. Das Fahrgestell war mit einem Radstand von 3,6 m oder 4,4 m erhältlich. Zum Einsatz kam hauptsächlich ein aufgeladener Sechszylinder-Dieselmotor von Cummins zusammen mit synchronisierten Getrieben, alternativ war auch ein Automatikgetriebe von Allison verfügbar.
Die Fahrgestelle wurden mit Aufbauten verschiedener Hersteller komplettiert. Sie wurden sowohl mit Reise- als auch Linienbus-Aufbauten versehen. Wadham Stringer modifizierte den Vanguard II-Aufbau für den Swift und konnte sich damit eine Vielzahl von Aufträgen sichern. Populär war ebenfalls der Harrier-Aufbau von Reeve Burgess. Die Firma Elme 2001 aus Portugal entwickelte neben dem Orion auch eine spezielle Version für den Behindertentransport mit integriertem Rollstuhllift. Wright in Nordirland legte zwei unterschiedliche Karosserievarianten auf. Einige Fahrgestelle wurden auch als fahrbare Bibliotheken komplettiert.
Der Swift mit dem Orion- bzw. Vanguard II-Aufbau war besonders auf den Kanalinseln Jersey und Guernsey beliebt. Er nutzte die örtlichen Größenbeschränkungen für Omnibusse voll aus, bot Platz für 43 Fahrgäste und ermöglichte so die Ablösung der auf älteren Bedford SB-Fahrgestellen aufgebauten Busse. Insgesamt war der Bus jedoch kein kommerzieller Erfolg, es konnten nur 345 Stück abgesetzt werden. Als nachteilig erwies sich vor allem der hohe Fußboden, der wegen des hinter der Vorderachse platzierten Motors notwendig wurde. Die Produktionszahlen des Swift brachen ein, als der konzeptionell ähnliche Dennis Dart in der Niederflurausführung erschien. Nach der Übernahme von Leyland durch Volvo wurde die Produktion eingestellt, zumal Volvo mit dem heckmotorgetriebenen B6 ein ähnliches Modell im Angebot hatte. Eine Weiterentwicklung des Swift wurde von Cannon Coaches in geringer Stückzahl produziert.